# ヴォロドィームィル・ヴィンヌィチェーンコ
ヴォロドィームィル・クィルィロヴィチ・ヴィンヌィチェーンコ（宇: Володимир Кирилович Винниченко、1880年7月28日 - 1951年3月6日）は、ウクライナの政治家、劇作家と画家。
ウクライナ人民共和国のディレクトーリヤの初代長官(1918年12月14日 - 1919年2月10日)、事務総局長、内務事務総長、ウクライナ民族同盟第2代指導者(1918年9月18日 - 11月14日)、ペトログラードのウクライナ中央ラーダ代表団の代表を歴任した。

## 生涯

### 生きたち
ヴォロドィームィル・ヴィンヌィチェーンコはロシア帝国のヘルソン県エリサヴェトグラード市(現クロピヴニツキー)で農作業員の家庭で1880年7月28日に生まれた。ヴィンヌィチェーンコは幼いころから記憶力の良さ、頭脳の鋭さ、そして大胆な性格で知られていた。家庭の困難な状態にもかかわらず、ヴィンヌィチェーンコは公立学校に通わせ、その後エリザヴェトグラード・ギムナジウムに通わせたが、卒業することができなかった。ギムナジウムの上級クラスで革命的な詩を書いたために一週間の連帯を受け、革命組織の参加なので退学された。ズラトピル・ギムナジウムで外部試験官として試験に合格し、高等学校の卒業証書を取得した。

### 学生時代
1901年にヴィンヌィチェーンコはキエフ大学の法学部に入学した。1年生頃、ヴィンヌィチェーンコは「学生共同体(宇: Студентська громада)」と呼ばれる秘密の学生革命組織を結成し、そのため1902年に罪で逮捕され投獄された。犯罪の重大な証拠は発見されなかったため出獄したが、大学から退学され、キエフのような大都市に住む権利を剥奪された。兵役延期の権利も奪われ、退学後ヴィンヌィチェーンコはすでに軍隊に徴兵された。

### 退学後

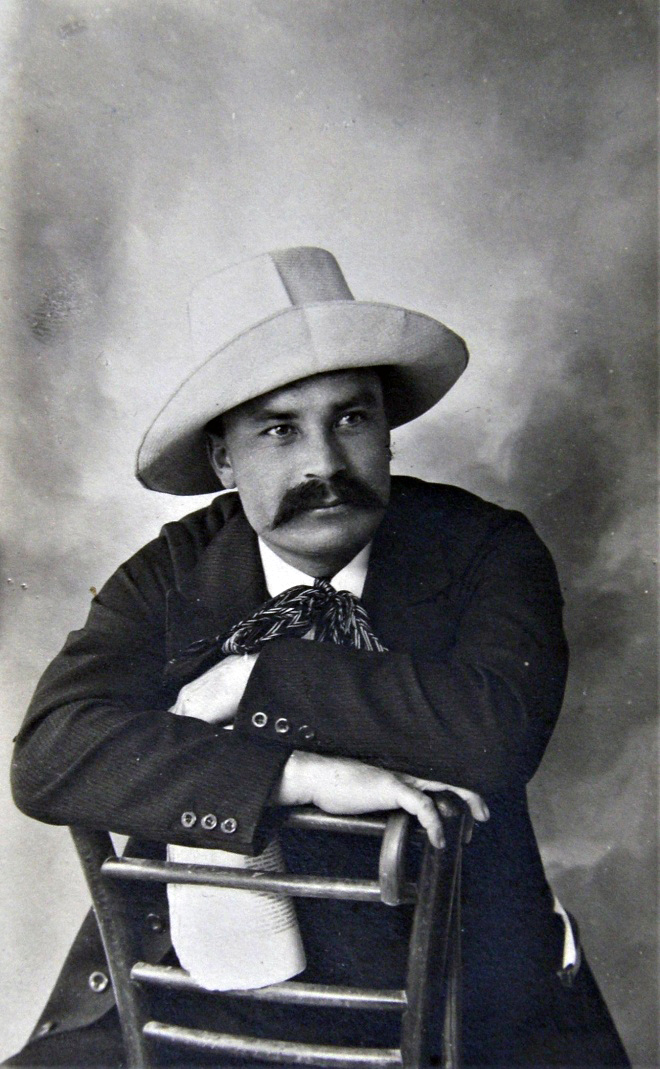
1910年のヴィンヌィチェーンコ、イタリアにて

革命家としてのヴィンヌィチェーンコが入った軍部への影響力への懸念のため、会社の事務所に監禁されていた。しかしヴィンヌィチェーンコはそこから定期的に脱走し、私服に着替えて、キエフの労働者階級との交流に多くの時間を費やしていたことあった。このことが発覚すると、ヴィンヌィチェーンコを逮捕する命令が出された。これを知ったヴィンヌィチェーンコは軍を脱走し、ガリツィアへ逃亡した。
当時、ウクライナ第一革命政党に所属していた。リヴィウでは党の新聞等に記事を寄稿し、革命に関するパンフレットや本を執筆していた。1903年、ガリツィアからキエフへ違法な文献を輸送しようとした際に、ヴィンヌィチェーンコは再び逮捕された。1905年の革命的な出来事によりキエフ要塞からヴィンヌィチェーンコは解放されたが、1907年、ウクライナ社会民主党員として党の扇動活動を行ったため、ヴィンヌィチェーンコはまたルキャニフカ刑務所に投獄された。 8ヵ月後、ヴィンヌィチェーンコは保釈され、直ちにヨーロッパへ移住した。そこで彼は文学に深く関わり、ウクライナの出来事に関心を持ち続けた。ヴィンヌィチェーンコの作品はイヴァン・フランコやレーシャ・ウクラインカに高く評価されたことあった。

### ウクライナ人民共和国の政治家時代
第一次世界大戦の勃発とともにヴィンヌィチェーンコはモスクワに移り、偽名を使って暮らしながら雑誌を発行した。
1917年2月の革命により、1917年3月初旬、キエフに戻り、同年4月、中央ラーダに選出された。中央ラーダはさまざまな社会主義志向の政党の代表者によって支配されていたが、そのほとんどは社会民主党と社会革命党だった。ヴィンヌィチェーンコはエフレモフと中央評議会議長ミハイロ・フルシェフスキーとともに代理に任命された。ヴィンヌィチェーンコはウクライナに自治権を与え、中央ラーダを地域のウクライナの代表機関として承認することについて臨時政府と交渉するためにペトログラードを訪れたウクライナ代表団を率いた。
総裁制の政治的、組織的、行政的無力さは、1919年冬のキエフに対するボルシェビキの攻勢の際についに明らかになった。2月初旬、キエフの維持を望みかねた総裁制に忠実な部隊の残党は、内部で争い、ヴィンヌィチェーンコとペトリューラに率いられ、ポジルに撤退した。この撤退にはユダヤ人に対するポゴロムが伴ったが、それを止めることができなかった。ヴィンヌィチェーンコはシモン・ペトリューラと秩序を回復できず、意見の相違も克服できず、1919年2月10日に辞任し、国外へ亡命した。

### 亡命中
1920年にウィーンで短期間を過ごした後、3巻からなる『国民の再生』を執筆した。同時に、1919年末、ヴィンヌィチェーンコはウクライナ社会民主労働党を脱退し、ウクライナ共産主義者外国グループを結成した。
1920年代後半以来、ヴィンヌィチェーンコはフランスに住み、政治活動から身を引いて文学活動と絵画に従事した。 1933年、ホロドモールに抗議し、ウクライナ共産党（ボルシェビキ）中央委員会の政治局に公開書簡を送った。それ以来、ヴィンヌィチェーンコの作品はソ連で禁止され、出版されなくなった。
第二次世界大戦中、ヴィンヌィチェーンコの健康状態は急激に悪化したが、重病にもかかわらず働き続けた。1951年3月6日にムージャンで死去。

## 死後

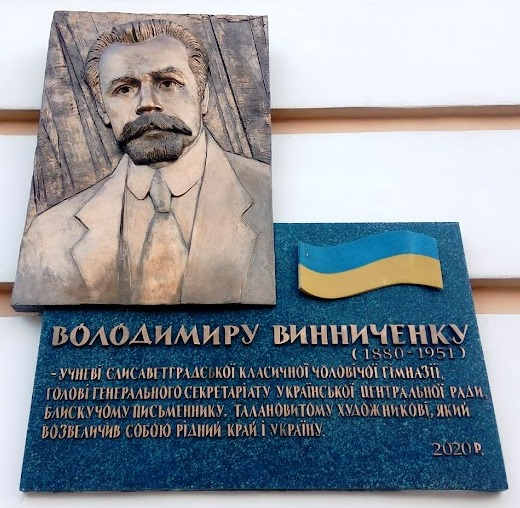
ヴィンヌィチェーンコの記念碑

死後、ヴィンヌィチェーンコの財産はイヴァンナ・ニジニク＝ヴィニキフによって購入され、負債を返済し、財産の所有者となった。ヴィンヌィチェーンコの所有物と文書の管理者および整理者となった。
2010年9月17日、ウクライナ初のヴィンヌィチェーンコ記念碑がクロピヴニツキーで厳かに開館された。

## 著作

### 短い散文
- Сила і красаまたはКраса і сила (1902年)
- Біля машини (1902年)
- Антрепреньор Гаркун-Задунайський (1903年)
- Боротьба (1903年)
- Народний діяч (1903年)
- Роботи! (1903年)
- «Салдатики» (1903年)
- Суд (1903年)
- Заручини (1904年)
- Контрасти (1904年)
- Мнімий господін (1905年)
- Моє останнє словоまたはДрібниця (1906年)
- На пристані (1906年)
- Раб краси (1906年)
- Темна сила (1906年)
- Честь (1906年)
- Дим (1907年)
- Момент (1907年)
- Рабині справжнього (1907年)
- Малорос-європєєць (1907年)
- Глум (1908年)
- Уміркований та щирий (1908年)
- Записна книжка (1909年)
- Зіна (1909年)
- Кумедія з Костем (1909年)
- Купля (1909年)
- Щось більше за нас (1909年)
- Таємна пригода (1910年)
- Тайна (1910年)
- Біля машини (1912年)
- Історія Яхимового будинку (1912年)
- Маленька рисочка (1912年)
- Промінь сонця (1912年)
- Таємність (1912年)
- Чекання (1912年)
- Федько-халамидник (1912年)
- Олаф-Стефензон (1913年)
- Переможець (1913年)
- Талісман (1913年)
- Терень (1913年)
- Босяк (1914年)
- Кузь та Грицунь (1914年)
- На пристані (1914年)
- Радість (1914年)
- Баришенька (1916年)
- Хома Прядка (1916年)
- Голод (1917年)
- Ланцюг (1917年)
- Сліпий (1917年)
- Бабусин подарунок (1923年)
- На лоні природи (1926年)
- В графському маєтку (1926年)

### 小説と短編小説
- Голота (повість) (1905年)
- Чесність з собою (1911年)
- Рівновага (1912年)
- По-свій! (1913年)
- Божки (1914年)
- Заповіт батьків (1914年)
- Хочу! (1915年)
- Записки кирпатого Мефістофеля (1917年)
- На той бік (повість) (1923年)
- Поклади золота (1927年)
- Сонячна машина (1928年)
- Нова заповідь (1932年)
- Вічний імператив (1935年)
- Лепрозорій (1938年)
- Слово за тобою, Сталіне! (1949—1950年)

### ドラマ
- Дисгармонія (1906年)
- Великий молох (1907年)
- Щаблі життя (1907年)
- Memento (1909年)
- Чужі люди (1909年)
- Брехня (1910年)
- Базар (1910年)
- Співочі товариства (1911年)
- Чорна Пантера і Білий Медвідь (1911年)
- Дочка жандарма (1912年)
- Натусь (1912年)
- Молода кров (1913年)
- Пригвождені (1915年)
- Панна Мара (1918年)
- Між двох сил (1918年)
- Гріх (1919年)
- Закон (1923年)
- Великий секрет (1928年)
- Над (1929年)
- Пророк (1929年)
- Пісня Ізраїля (1930年)